# 若望·博德·福莱
若望·博德·福萊（英語：John Patrick Foley，1935年11月11日—2011年12月11日）是美國籍天主教執事級樞機及耶路撒冷聖墓騎士團總團長。

## 生平
福萊於1935年11月11日在美國賓夕凡尼亞州達比出生，1962年5月19日晉鐸。
他於1984年5月8日晉牧，並獲教宗若望保祿二世任命為宗座大眾傳播理事會主席。教宗本篤十六世於2007年11月24日將他擢升為執事級樞機。
2007年12月22日起擔任耶路撒冷聖墓騎士團總團長。直至2011年2月12日榮休，由愛文·費德廉·奧布賴恩樞機接替出任。後於同年12月11日病逝，終年76歲。 

## 牧徽

若望·博德·福莱枢机牧徽